# Arpad Šterbik
Pour les articles homonymes, voir Sterbik.
Arpad Šterbik (en serbe en écriture cyrillique : Арпад Штербик, en hongrois : Sterbik Árpád, en espagnol : Arpad Sterbik Capar), né le 20 novembre 1979 à Senta en Yougoslavie, aujourd'hui en Serbie, est un handballeur d’origine ethnique hongroise évoluant au poste de gardien de but. En 2005, il est élu meilleur handballeur mondial de l'année par la Fédération internationale de handball. Après 120 sélections sous le maillot de la Serbie-et-Monténégro, il acquiert en janvier 2008 la nationalité espagnole dont il portait les couleurs sur la scène internationale entre 2009 et 2020. Il remporte ainsi le Championnat du monde 2013 puis le champion d'Europe en 2018 avec l'Espagne.
En avril 2020, il met un terme à sa carrière, à l'âge de 40 ans

## Résultats

### Club
Compétitions internationales
- Ligue des champions (4) : 2006, 2008 et 2009, 2017
  - Finaliste de la Ligue des champions (5) : 2002, 2005, 2011, 2012, 2013
- Vainqueur de la Ligue SEHA (2) : 2017, 2018
  - Finaliste en 2016
- Supercoupe d'Europe (3) : 2005, 2006, 2008
- Coupe du monde des clubs (2) :  2007 2010

Compétitions nationales
- Vainqueur du Championnat de Macédoine (4) : 2015, 2016, 2017, 2018
- Vainqueur de la Coupe de Macédoine (4) : 2015, 2016, 2017, 2018
- Vainqueur du Champion de Hongrie (3) : 2002, 2003, 2004
- Vainqueur de la Coupe de Hongrie (2) : 2003, 2004
- Vainqueur du Championnat d'Espagne (6) : 2007, 2008, 2009, 2010, 2013, 2014
- Vainqueur de la Coupe du Roi (4) : 2008, 2011, 2012, 2014
- Vainqueur de la Coupe ASOBAL (7) : 2005, 2006, 2007, 2008, 2011, 2013, 2014
- Vainqueur de la Supercoupe d'Espagne (5) : 2005, 2008, 2011, 2012, 2013, 2014

### Sélection nationale de RF Yougoslavie
Championnats du monde
- Médaille de bronze au Championnat du monde 1999 en  Égypte
- Médaille de bronze au Championnat du monde 2001 en  France
- 8e place au Championnat du monde 2003 en  Suède
- 5e place au Championnat du monde 2005 en  Tunisie

Championnats d'Europe
- 10e place au Championnat d'Europe 2002 en  Suède

Jeux olympiques
- 4e place aux Jeux olympiques 2000 d'Athènes,  Grèce

Autres
- Médaille d'or au Championnat du monde universitaire 1999
- Médaille d'argent au Championnat d'Europe junior en 1998

### Sélection nationale d'Espagne
Championnats du monde
- Médaille de bronze au Championnat du monde 2011 en  Suède
- Médaille d'or au Championnat du monde 2013 en  Espagne
- 7e place au Championnat du monde 2019 au  Danemark et en  Allemagne

Championnats d'Europe
- Médaille d'argent au Championnat d'Europe 2016 en  Pologne
- Médaille d'or au Championnat d'Europe 2018  Croatie

Jeux olympiques
- 7e place aux Jeux olympiques 2012 de Londres,  Royaume-Uni

### Distinctions personnelles
- Élu meilleur handballeur mondial de l'année en 2005[3]
- Élu meilleur handballeur de l'année en Hongrie en 2002[6]
- Élu meilleur handballeur de la saison en Espagne en 2006
- Élu meilleur gardien de la saison en Espagne en 2006, 2007, 2008, 2009 et 2010
- Élu meilleur gardien du Championnat du monde 2005
- Élu dans l’équipe « 7 Monde » par le journal L’Équipe en 2013[7].
- Meilleur pourcentage d'arrêt au Championnat du monde 2001 avec 45,5 % d'arrêts.

## Statistiques en coupe d'Europe
| Saison                    | Club                      | Europe | Europe | Europe |
| Saison                    | Club                      | Comp   | MJ     | Buts   |
| ------------------------- | ------------------------- | ------ | ------ | ------ |
| 2001-2002                 | Veszprém                  | LDC    | 12     | 3      |
| 2002-2003                 | Veszprém                  | LDC    | 10     | 0      |
| 2003-2004                 | Veszprém                  | LDC    | 6      | 0      |
| Sous-total Veszprém       | Sous-total Veszprém       | LDC    | 28     | 3      |
| 2004-2005                 | BM Ciudad Real            | LDC    | 0      | 0      |
| 2005-2006                 | BM Ciudad Real            | LDC    | 12     | 0      |
| 2006-2007                 | BM Ciudad Real            | LDC    | 10     | 0      |
| 2007-2008                 | BM Ciudad Real            | LDC    | 14     | 0      |
| 2008-2009                 | BM Ciudad Real            | LDC    | 15     | 0      |
| 2009-2010                 | BM Ciudad Real            | LDC    | 16     | 0      |
| 2010-2011                 | BM Ciudad Real            | LDC    | 15     | 0      |
| 2011-2012                 | BM Ciudad Real            | LDC    | 13     | 0      |
| Sous-total BM Ciudad Real | Sous-total BM Ciudad Real | LDC    | 95     | 0      |
| 2012-2013                 | FC Barcelone              | LDC    | 16     | 0      |
| 2013-2014                 | FC Barcelone              | LDC    | 13     | 0      |
| Sous-total FC Barcelone   | Sous-total FC Barcelone   | LDC    | 29     | 0      |
| 2014-2015                 | Vardar Skopje             | LDC    | 14     | 0      |
| 2015-2016                 | Vardar Skopje             | LDC    | 16     | 0      |
| 2016-2017                 | Vardar Skopje             | LDC    | 18     | 0      |
| 2017-2018                 | Vardar Skopje             | LDC    | 17     | 0      |
| Sous-total Vardar Skopje  | Sous-total Vardar Skopje  | LDC    | 65     | 0      |
| 2018-2019                 | Veszprém                  | LDC    | 20     | 0      |
| 2019-2020                 | Veszprém                  | LDC    | 12     | 0      |
| 2020-2021                 | Veszprém                  | LDC    | 0      | 0      |
| Sous-total Veszprém       | Sous-total Veszprém       | LDC    | 32     | 0      |
| Total                     | Total                     | Total  | 249    | 3      |